# Coração Inevitável
Coração Inevitável é o primeiro álbum ao vivo da cantora, compositora e poetisa Ana Cañas. Com o show dirigido por Ney Matogrosso, o álbum traz músicas que já são sucesso, composições inéditas e regravações de músicos consagrados. Entre as mais famosas, está "Esconderijo", tema da antiga novela Viver a Vida da Rede Globo, de Manoel Carlos. Há também a faixa "Pra Você Guardei o Amor". Em relação às inéditas, temos "Acalanto para Helena" da trilha sonora de Joia Rara e "Você Bordado", canção escrita pela artista em parceria com Nando Reis. As regravações dão um toque especial ao disco, como a música "Codinome Beija-Flor" do imortal Cazuza e "Retrato Em Branco e Preto" de Chico Buarque e Tom Jobim. A balada romântica "Stormy Weather" e o hit da banda britânica Led Zeppelin "Rock and Roll", considerados clássicos da música internacional, ganham uma roupagem nova na voz dessa jovem paulistana.

## Faixas
| N.º | Título                                       | Compositor(es)                                          | Duração |  |
| 1.  | "Urubu Rei"                                  | Ana Cañas                                               | 05:16   |  |
| 2.  | "Todas as Cores"                             | Cañas Dadi                                              | 04:38   |  |
| 3.  | "Difícil"                                    | Cañas                                                   | 04:37   |  |
| 4.  | "Codinome Beija-Flor"                        | Cazuza Ezequiel Neves Reinaldo Arias                    | 03:35   |  |
| 5.  | "No Quiero Tus Besos"                        | Cañas Natalia Lafourcade                                | 04:55   |  |
| 6.  | "Rock and Roll"                              | Jimmy John Paul Johnes John Bonham Anthony Robert Plant | 04:45   |  |
| 7.  | "Traidor"                                    | Cañas                                                   | 03:51   |  |
| 8.  | "Escândalo"                                  | Caetano Veloso                                          | 02:53   |  |
| 9.  | "Pra Você Guardei o Amor" (Part. Nando Reis) | Nando Reis                                              | 04:44   |  |
| 10. | "Você Bordado" (Part. Nando Reis)            | Reis Cañas                                              | 03:02   |  |
| 11. | "Mulher o Suficiente"                        | Alzira Espíndola Vera Lúcia                             | 04:13   |  |
| 12. | "Retrato em Branco e Preto"                  | Chico Buarque Antônio Carlos Jobim                      | 04:55   |  |
| 13. | "Esconderijo"                                | Ana Cañas                                               | 05:04   |  |
| 14. | "Foi Embora"                                 | Cañas                                                   | 02:36   |  |
| 15. | "Te Ver Feliz" (Versão Estúdio)              | Cañas                                                   | 03:43   |  |
| 16. | "Acalanto para Helena" (Versão Estúdio)      | Buarque                                                 | 02:36   |  |

| DVD |                                              |                           |         |  |
| N.º | Título                                       | Compositor(es)            | Duração |  |
| 1.  | "Urubu Rei"                                  | Cañas                     |         |  |
| 2.  | "Todas as Cores"                             | Cañas Dadi                |         |  |
| 3.  | "Difícil"                                    | Cañas                     |         |  |
| 4.  | "Codinome Beija-Flor"                        | Cazuza Neves Arias        |         |  |
| 5.  | "No Quiero Tus Besos"                        | Cañas Lafourcade          |         |  |
| 6.  | "Stormy Weather"                             | Harold Arlen Ted Koehler  |         |  |
| 7.  | "L'amour"                                    | Cañas                     |         |  |
| 8.  | "La vie en rose"                             | Louiguy Édith Piaf        |         |  |
| 9.  | "Rock and Roll"                              | Jimmy Johnes Bonham Plant |         |  |
| 10. | "Traidor"                                    | Cañas                     |         |  |
| 11. | "Escândalo"                                  | Veloso                    |         |  |
| 12. | "Volta"                                      | Cañas                     |         |  |
| 13. | "Pra Você Guardei o Amor" (Part. Nando Reis) | Reis                      |         |  |
| 14. | "Você Bordado" (Part. Nando Reis)            | Reis Cañas                |         |  |
| 15. | "Diabo"                                      | Cañas                     |         |  |
| 16. | "Blues da Piedade"                           | Cazuza Frejat             |         |  |
| 17. | "Mulher o Suficiente"                        | Espíndola Lúcia           |         |  |
| 18. | "Retrato em Branco e Preto"                  | Buarque Jobim             |         |  |
| 19. | "Esconderijo"                                | Cañas                     |         |  |
| 20. | "Te Ver Feliz"                               | Cañas                     |         |  |

| DVD Extras |                                      |                |         |  |
| N.º        | Título                               | Compositor(es) | Duração |  |
| 1.         | "Será Que Você Me Ama?"              | Dadi Cañas     |         |  |
| 2.         | "Foi Embora"                         | Cañas          |         |  |
| 3.         | "Urubu Rei" (Videoclipe)             |                |         |  |
| 4.         | "Volta" (Videoclipe)                 |                |         |  |
| 5.         | "Rock and Roll" (Videoclipe)         |                |         |  |
| 6.         | "Será Que Você Me Ama?" (Videoclipe) |                |         |  |
| 7.         | "Angustifolia" (Making of)           |                |         |  |
| 8.         | "Acalanto para Helena" (Making of)   |                |         |  |
| 9.         | "Clipes + Fotos" (Making of)         |                |         |  |

## Créditos e pessoal
Músicos
- Ana Cañas - voz, guitarra, violão
- Fabá Jimenez - guitarra, violão, vocais
- Fábio Sá - baixo acústico, baixo elétrico, vocais
- Ricardo Prado - teclados, violão, acordeon,  vocais
- Alex Fonseca - bateria
- Cauê Silva - percussão

Pessoal